# Вулиця Перемоги (Кременчук)
Ву́лиця Перемо́ги — одна з центральних вулиць Кременчука. Протяжність 1050 метрів.

## Розташування
Вулиця розташована в центральній частині міста неподалік від Дніпра. Починається біля парку «Слави» та прямує на північний-захід, закінчується на перехресті з вул. Полковника Гегечкорі. За цим перехрестям починається вул. Богдана Хмельницького. До 1985 року була частиною вул. Богдана Хмельницького.
Проходить крізь такі вулиці (з початку вулиці до кінця):
| - Університетська - пров. Поштовий - Юрія Кондратюка - Соборна - Ігоря Сердюка | - Івана Мазепи - Гоголя - Софіївська - Вулиця Троїцька - Вулиця Полковника Гегечкорі |

## Опис
Вулиця є однією з центральних у місті. Довжина вулиці Перемоги сьогодні 1050 м. Починається вулиця у парку «Слави» і переходить у вул. Богдана Хмельницького (1900 м). Вулиця забудована переважно багатоповерхівками. Зустрічаються як п'ятиповерхівки радянського часу, так і будинки кінця XIX—початку XX століття. Є три дев'ятиповерхових будинки.

## Походження назви
Вулиця названа на честь 40-річчя перемоги у Другій світовій війні. В дореволюційні часи вулиця називалася Київською через те, що виходила на дорогу, яка вела з Києва. Зараз  вул. Київською називається інша вулиця Кременчука.

## Історія

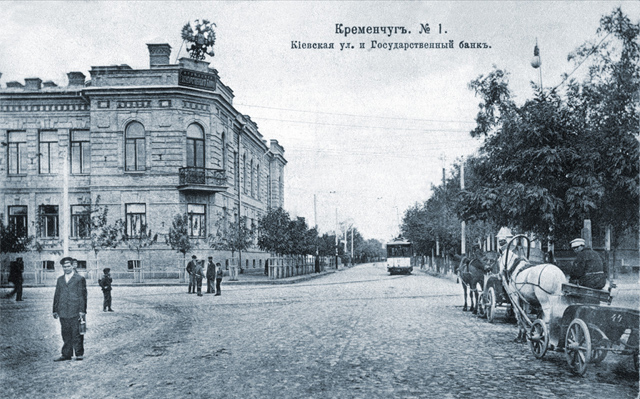
Вулиця Перемоги (тоді Київська) на початку XX століття

Протягом усього XVIII століття на місці нинішньої вул. Перемоги знаходився гласіс Кременчуцької фортеці. Від нього в напрямку власовської дороги у 1774 році прокладається нова вулиця, що отримала пізніше назву Київської.
У той час у районі сучасного меблевого комбінату розташовувався військовий госпіталь. У цьому госпіталі лікувався після поранень у Кінбурнській битві Олександр Суворов. Формування вулиці в її сучасних кордонах (разом з вул. Богдана Хмельницького) відбувається на початку XIX століття відповідно до планів 1803, 1805 рр., якими передбачалося перепланування території колишньої фортеці.

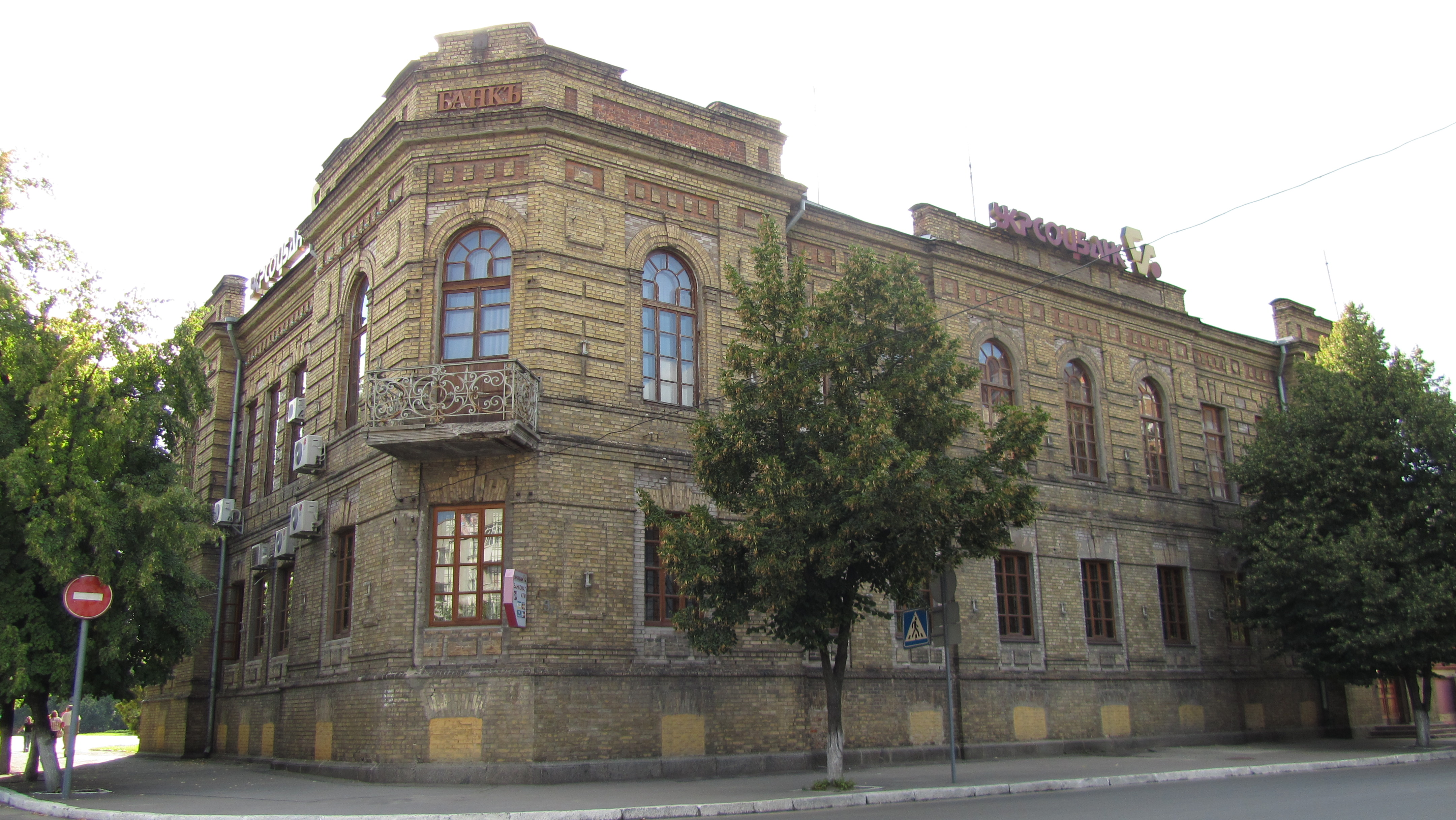
Будинок Кременчуцького відділення Державного Банку Російської імперії

Перше, що зустрічалося мандрівникам, що під'їжджали до міста з боку Власівки, — різноманітні будівлі військового відомства, харчові магазин і величезний цвинтар, де були православні, старообрядницькі, єврейські і караїмські поховання. 1778 року на православному кладовищі була збудована дерев'яна церква Всіх святих. У 1815–1847 роках на кошти кременчуцької громади споруджується кам'яна п'ятиголова церква тієї ж назви.
У самого моста через річку Кагамлик знаходилася богодільня, переведена пізніше у нову будівлю. Тепер цей район переважно забудований приватними будинками, і називається Щемилівка, а далі до села Кривуші — Ревівка.
Відразу ж за мостом, ліворуч від дороги, розташовувалася Кременчуцька суконна фабрика, а праворуч — містечко сукноробів. Її установа належить до 1804 р., Коли генерал-губернатор князь Олексій Куракін вирішив заснувати в Малоросії дві суконні фабрики: одну в Чернігові, а іншу — в Кременчуці для заняття роботою євреїв. Цар Олександр I дозволив тільки одну, і місце дозволив вибрати Куракіну самостійно. Спочатку фабрику хотіли розмістити в колишньому цукровому заводі по вул. Зелено-Костянтинівській, але було виділено вільну земельну ділянку вздовж Київської, де і були споруджені фабричні корпуси та житлові будинки для євреїв-робітників. 1816 року фабрика не витримала конкуренції з приватними підприємствами і була закрита.

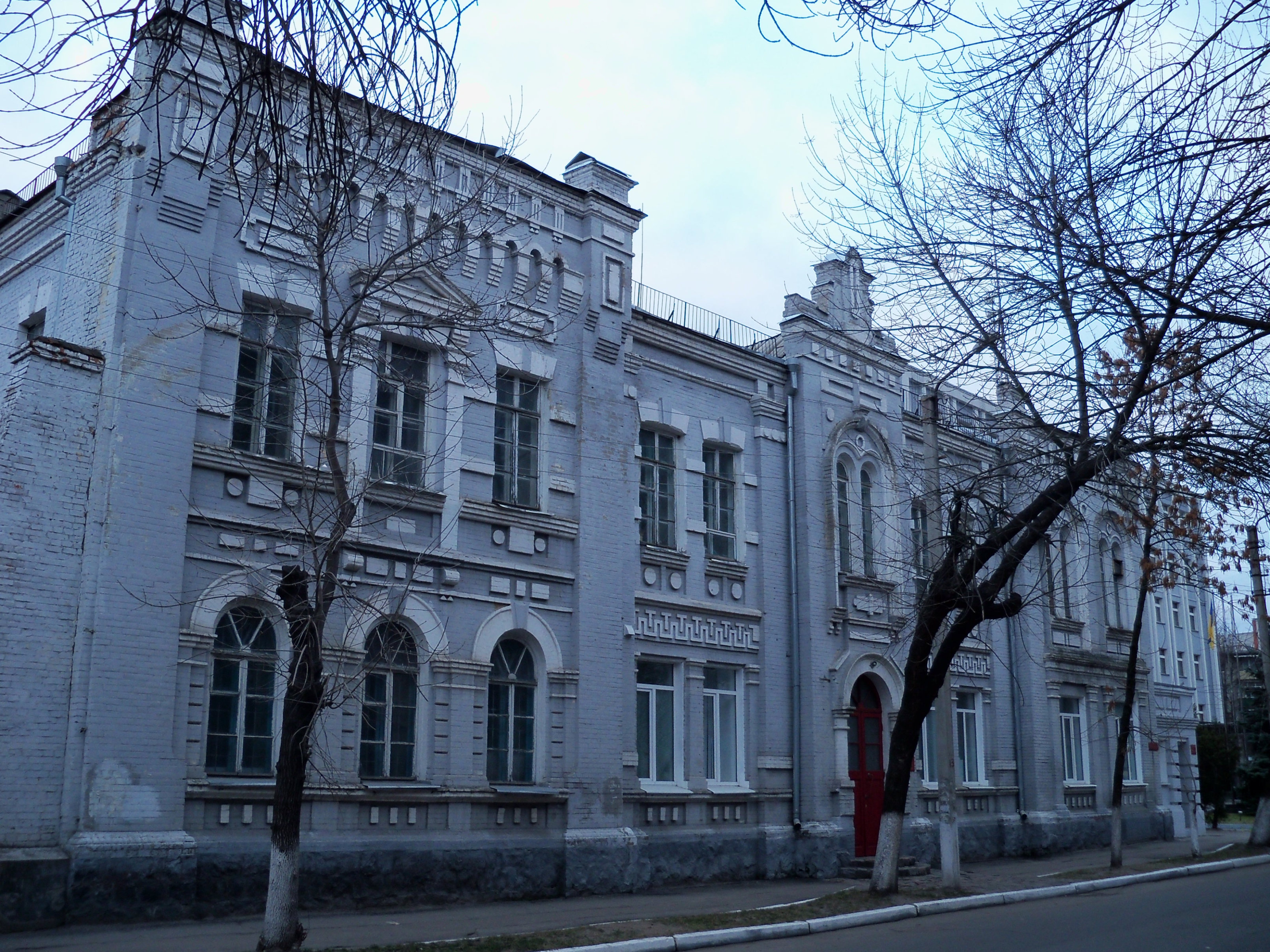
Будинок міської друкарні «Кременчуцька благодійна громада»

У другій половині XIX століття на Київській починають з'являтися промислові підприємства, переважно: лісопильні (М. Амстіславского, І. Віленського, Ф. Сандомирського), борошномельні. Будуються багатоповерхові дохідні житлові будинки, особняки, відділення Державного банку, дитячий притулок Товариства допомоги бідним, жіноче народне училище, військові збори. 1910 році закінчується будівництво будівлі Благодійного товариства. На верхньому поверсі його розташувалася 2-я парафіяльна школа, а в нижньому — ремісничі класи і дитячий притулок. Після Другої мвітової війни будівля була відновлена під міську друкарню, нині видавництво «Кременчук».
Після Жовтневої революції Київська вулиця перейменовується на вулицю Рози Люксембург. У роки громадянської війни тут знаходились: відділ соціального забезпечення, повітовий продовольчий комітет, повітовий відділ охорони здоров'я, політвідділ 6-ї армії Південно-Західного фронту.
У 1930-ті роки на вулиці розташовувалися середня школа № 4 та неповна середня № 11, шкільна поліклініка, поліклініка Червоного Хреста, межраймедбаза, деревообробний завод, магазини.
Нове будівництво розгорнулося на вулиці вже в 60-х роках 20-го ст. У 1954 року на честь святкування 300-річчя Переяславської ради вулиці присвоюється назва Богдана Хмельницького.
У 1985 році на честь святкування 40-річчя перемоги у Другій світовій війні, частина вул. Б. Хмельницького — від Першотравневої до вул. 1905 року, була виокремлена у вулицю Перемоги.

## Будівлі та об'єкти
- Буд. № 7. Відділення зв'язку № 14.
- Буд. № 9. Відділення Державного банку Російської Імперії (1900–1903 рр.).
- Буд. № 17/6. Льотний коледж (пам'ятка архітектури, 1878–1901 рр.).